# Izazov kitolovcima
Izazov kitolovcima je redovna epizoda Zagora objavljena u svesci LMS-115. u izdanju Dnevnika iz Novog Sada. Na kioscima u bivšoj Jugoslaviji se pojavila 13. septembra.1974. Koštala je 5 din (0,29 $; 0,71 DEM). Ovo je 1. deo duže epizode, koja se nastavila u Okršaj sa Vikinzima (#116).

## Originalna epizoda
Ova epizoda objavljena je premijerno u dve sveske pod nazivom La freccia mortale i Sfida all'ignito u #62-3 regularne edicije Zagora u izdanju Bonelija u Italiji 1. avgusta 1970 i 1. septembra 1970. Epizodu su nacrtali Galijeno Feri i Franko Donateli, a scenario napisao Gvido Nolita. Naslovnu stranu je nacrtao G. Feri. 

## Kratak sadržaj
Dranki Dak donosi Zagori i Čiku pismo od kapetana Fišlega, koji ih poziva da hitno dođu u Port Veil (eng. Port Whale), naselje kitolovaca i robara severno od Bostona gde se nalazi Fišlegov novi brod Golden Baby (plaćen $20.000). Fišleg objašnjava da su u severno od Nove Škotske (provincija u Kanadi) misteriozno počeli da nestaju ribarski brodovi. Zagor i Čiko kreću sa Fišlegovom posadom i nailaze na Vikinge koji su zavladali tim delom mora i smatraju je svoom teritoroijom pod nazivom Wineland. U prvom sukobu, Zagor i Fišlegova posada uspevaju da odbiju njihov napad pod vođstvom princa Zigfrida.

## Reprize ove epizode u Srbiji
Ove epizode reprizirane su u Srbiji u okviru edicije Odabrane priče pod nazivom Odlazak u nepoznato (#63).

## Ponovo pojavljivanje Vikinga
Gutrum i njegovi Vikinzi se ponovo pojavljuju u Zlatnoj seriji #550-552, koji su u bivšoj Jugoslaviji izašle 1981. godine, zatim 2008. godine u #11-14 u izdanju Veselog četvrtka, i konačno u epizodi Sedam Vikinga, koju je objavio Veseli četvrtak 1. juna 2023 u okviru regularne edicije Zagora (#200).

## Prethodna i naredna epizoda Zagora u LMS
Prethodna sveska Zagora u LMS nosila je naslov Gospodar Darkvuda (#100), a naredna Okršaj sa Vikinzima (#116).